# Blonde d'Aquitaine
Pour les articles homonymes, voir Blonde et Aquitaine.
La blonde d'Aquitaine est une race bovine allaitante de grande taille, d'une couleur unie allant selon les individus du froment au blanc crème, aux muqueuses roses.
Elle est issue de la fusion en 1962 de trois rameaux bovins du Sud-Ouest de la France.
D'un fort développement musculaire, elle est réputée pour ses qualités bouchères, avec une forte proportion de viande, tendre et peu grasse, par rapport au poids total.
Sa docilité, sa facilité de vêlage, le prix élevé de vente pour l'abattage et une vitesse de croissance élevée (en quantité de viande produite) ont conduit ses effectifs à plus de 450 000 têtes en France en 2000. L'effectif en France est de 569 000 têtes en 2014, pour un total d'environ 2 millions de têtes dans le monde. C'est la troisième race bovine allaitante française quant aux effectifs, prenant une place prépondérante dans tout le Sud-Ouest de la France et les Pays de la Loire. Elle gagne maintenant du terrain dans tout le Nord-Ouest de la France et est implantée dans une trentaine de pays, dont plus particulièrement le Canada, les États-Unis, l'Australie et la Suède.

## Histoire

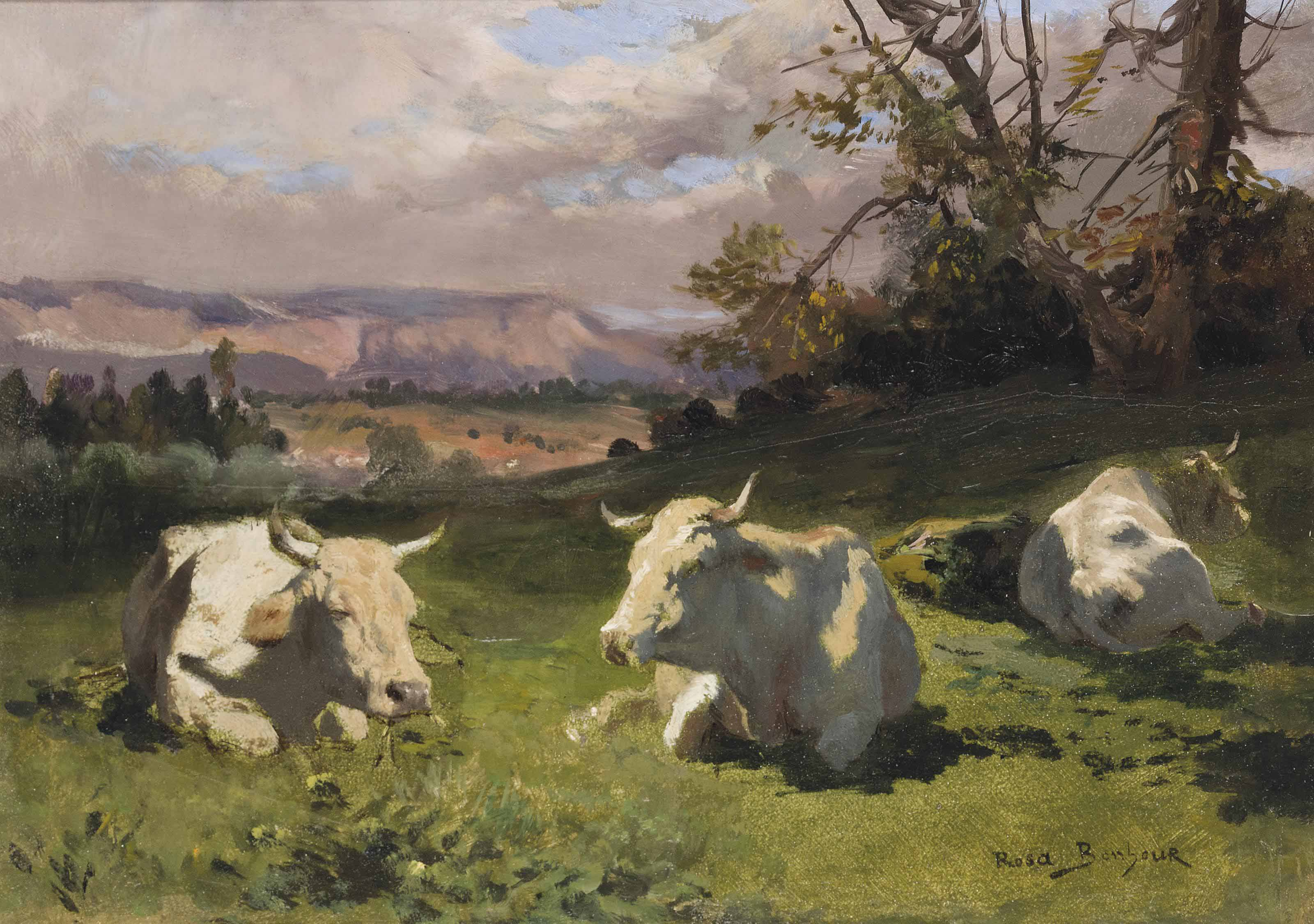
Blonde D'Aquitaine au repos Rosa Bonheur (1822-1899)
Collection privée, vente 2016

Une population de vaches blondes peuple le bassin aquitain depuis longtemps.
Différentes hypothèses sur l'origine première de ces races blondes sont évoquées dans l'article rameau blond.
Au XIXe siècle, la valorisation du patrimoine génétique a conduit à la création du registre généalogique. Les différentes races locales se sont progressivement regroupées en trois rameaux :
- la garonnaise, dont le livre généalogique fut créé en 1898, est issue des bovins élevés sur les terrasses de la vallée de la Garonne, divisée en sous-races locales comme la montalbanaise, l'agenaise, la créonnaise. C'était une race élevée pour la production de bœufs de travail ;
- la blonde du Quercy, séparée de la garonnaise en 1922, était élevée pour la même fonction, sur les pâtures plus pauvres des plateaux calcaires du Quercy et des coteaux du Bas-Quercy. Moins lourde et au poil plus foncé, elle était le plus souvent d'apparence intermédiaire avec la limousine dont elle était partiellement issue ;
- la blonde des Pyrénées, localisée en montagne et au sud du bassin aquitain, était plutôt une race mixte, localement plus spécialisée dans la production de lait pour l'élaboration de fromages. Elle fut d'abord appelée en 1901 « race des Pyrénées à muqueuses roses », puis « race des Pyrénées » entre 1923 et 1929, et enfin « blonde des Pyrénées » de 1951 à 1960. Dans cette race, chaque vallée avait sélectionné son type. Ainsi, il existait la blonde d'Urt, la béarnaise, identifiée sous ce nom dès 1854 ou la lourdaise, la plus laitière.

Pour des raisons économiques, politiques et commerciales, ces trois rameaux ont été fusionnés en 1962 sous le seul vocable de « Blonde d'Aquitaine ». Initialement, la limousine était prévue dans la fusion. Ce sont les éleveurs limousins qui s'y sont farouchement opposés voulant garder une race spécifique à leur région.
Dans ce regroupement, dont elle prendra la part prépondérante, la garonnaise imposera par croisement d'absorption son grand format et sa couleur claire, englobant les rameaux du Quercy et des Pyrénées.
D'autre races ont apporté, dans les zones pyrénéennes et de façon infinitésimale, leurs sangs telles que la piémontaise arrivée avec les vagues d'immigration des Italiens du début de XXe siècle.

## Morphologie

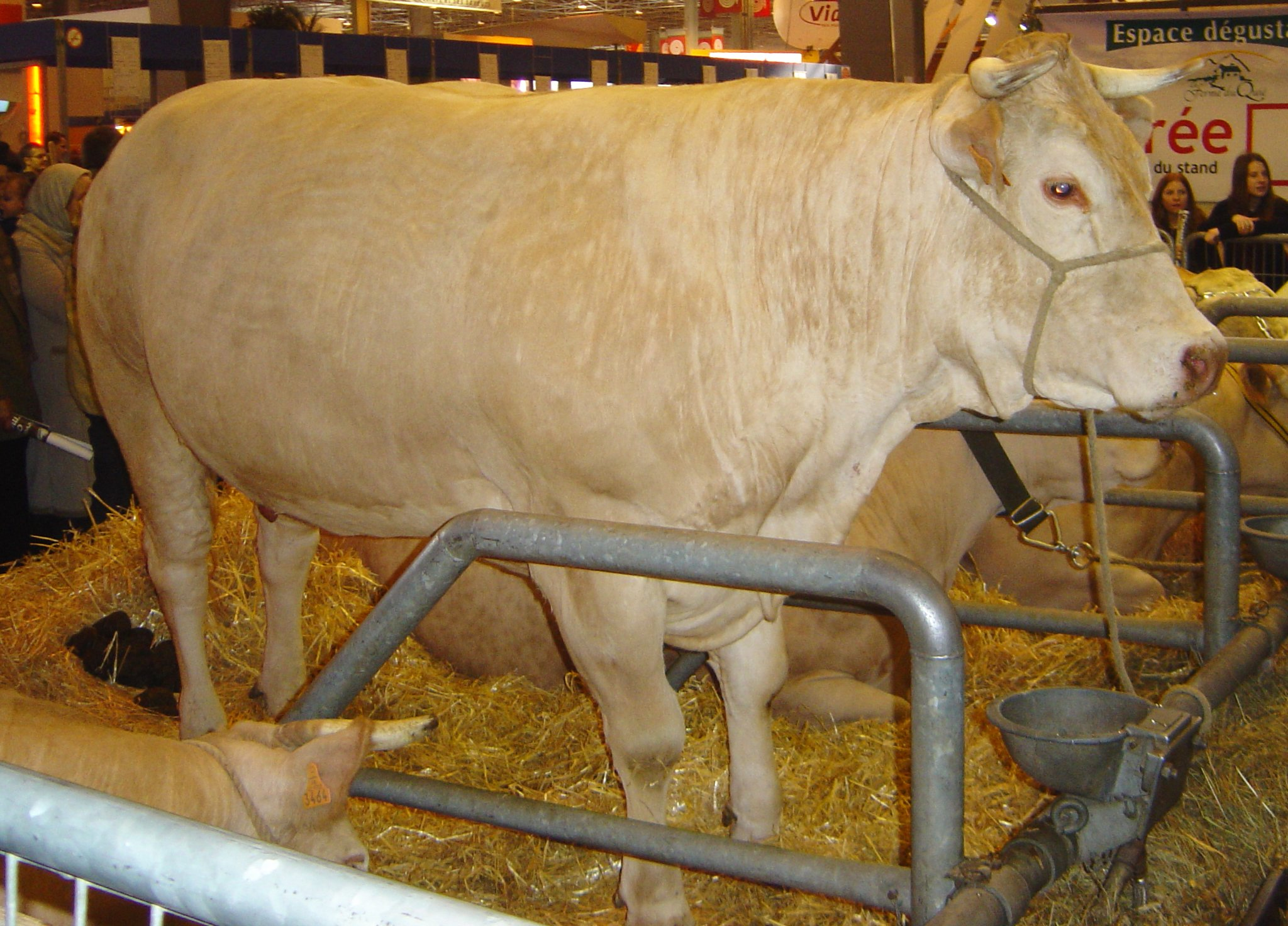
Blonde d'Aquitaine au concours général agricole de Paris.

Elle porte une robe fine de couleur froment allant du clair au foncé variant en fonction de l'âge et de la saison, possède des muqueuses claires, des cornes blanches à l'extrémité foncée, légères, en roue basse ou en lyre.
C'est une des vaches françaises de grande taille avec la charolaise et la rouge des prés qui sont légèrement plus imposantes, (1,65 m pour le mâle et 1,55 m pour la vache) au dos puissant et aux cuisses musclées. C'est une race lourde : 1 400 à 1 500 kg pour les taureaux les plus lourds bien alimentés et 900 à 1 000 kg pour la vache, dans les conditions des concours.
La race n'est pas encore totalement stabilisée du fait de l'origine de plusieurs rameaux. On trouvera ainsi dans le coin sud-ouest de la France et plus particulièrement dans le Pays basque des vaches plus compactes, très musclées, et dans la région toulousaine, le Quercy, le Tarn des vaches plus longilignes aux dos légèrement incurvés, aux corps plus harmonieusement musclés.

## Élevage

### Qualités d'élevage
Aujourd'hui, la blonde d'Aquitaine est connue pour sa facilité d'élevage : 
- docilité (pour une race à viande),
- morphologie du bassin et importante ouverture pelvienne (bonne aptitude au vêlage avec 94 % de vêlages faciles),
- veaux lourds mais longilignes à la naissance (ce qui facilite le vêlage, y compris en croisement),
- longévité (souvent plus de dix ans),
- maturité sexuelle tardive, ce qui évite des difficultés de vêlage sur des femelles trop jeunes,
- ses facultés d'adaptation aux amplitudes thermiques ; elle s'acclimate au climat froid et sec et au climat chaud et humide,
- avec son pelage très ras en été, elle résiste bien aux fortes chaleurs, elle ne craint pas le soleil dont elle manifeste rarement le besoin de s'abriter,
- adaptation à l'élevage extensif,
- très bonne efficacité si elle dispose d'une alimentation de qualité,
- peu difficile, elle accepte aussi les fourrages grossiers (herbe sèche et rase en été, paille en hiver)[3],

Ses défauts sont dans l'ensemble liés à sa grande taille et à une faible rusticité :
- assez tardive, ce qui diminue sa rentabilité globale. Néanmoins une comparaison avec les autres races à viande montre qu'en moyenne elle vêle moins tardivement que la charolaise[4],
- sa fécondité est plutôt faible et la durée de gestation très longue (295 jours), ce qui induit un intervalle moyen entre vêlages plus important qu'avec d'autres races,
- son poids, relativement à son ossature fine, peut lui occasionner une fragilité des appuis, d'où découle une aptitude moyenne aux parcours difficiles (rocailleux et montagneux), où des animaux plus légers seront plus agiles,
- problèmes d'appuis fréquents chez les taureaux, pour les mêmes raisons,
- comme les autres races aux muqueuses claires, elle résiste moins bien aux maladies parasitaires des pays tropicaux,
- elle apprécie assez peu les prairies à la fois froides, humides, et de mauvaise qualité nutritive,
- son pelage est moins épais que d'autres races sélectionnées pour les climats frais et humides, mieux adaptées aux climats les plus océaniques.

Malgré ces défauts, elle prend de l'extension sur tous les continents, c'est une grande race bouchère qui progresse rapidement.

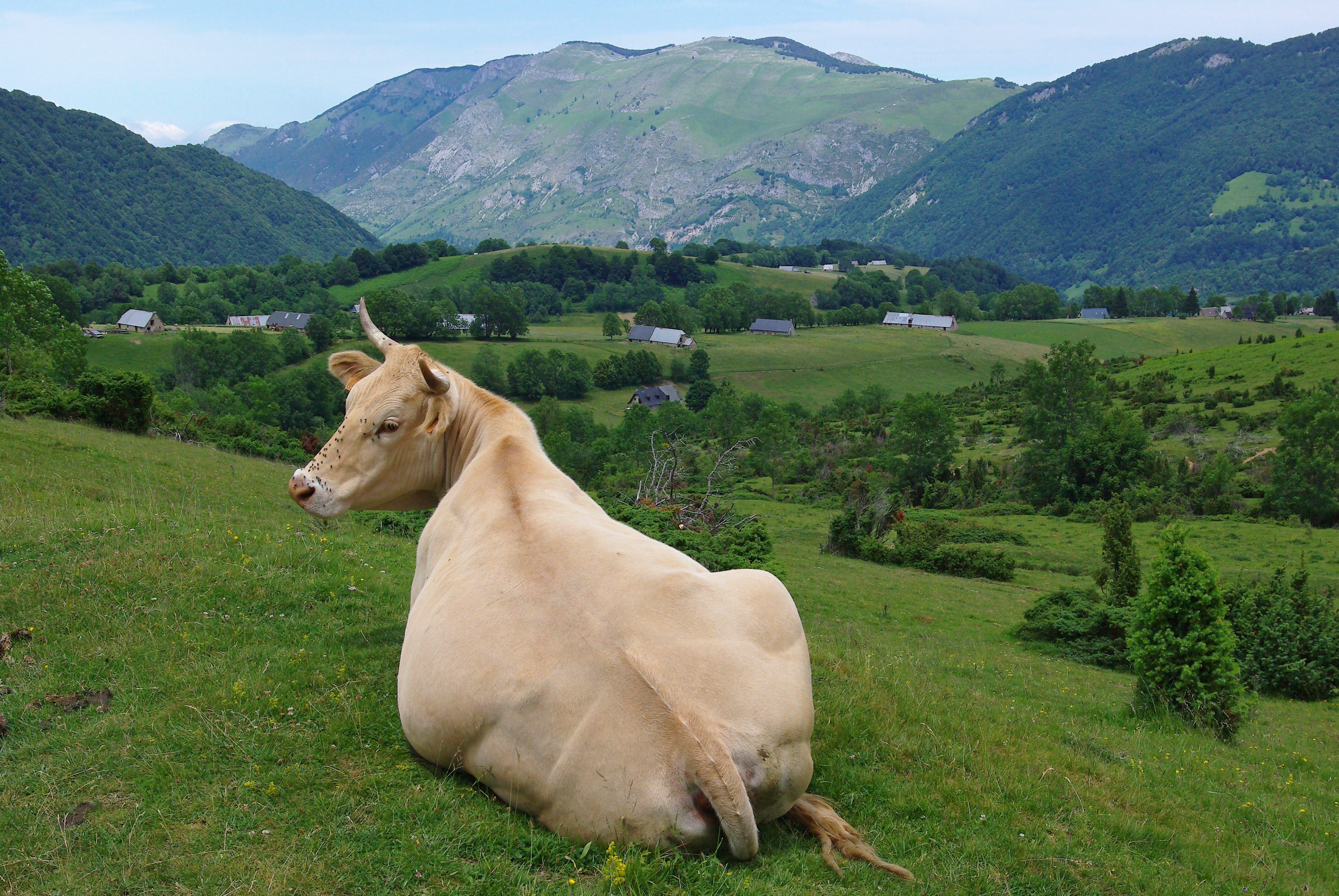
Vallée de Campan

### Performances d'engraissement
À l'engraissement elle aura un gain moyen quotidien (GMQ) qui se situera dans la même fourchette que les autres principales races à viande, mais moindre de 200 grammes que le charolais. Elle sera de l'ordre de 1 200 à 1 550 g en fonction des rations et ce, au bout de deux mois jusqu'à 4 mois. Le GMQ sera ensuite de l'ordre de 1 100 à 1 300 g en moyenne jusqu'à 8 mois puis 5 900 g jusqu'à 90 mois.
Elle a de très bonnes performances d'engraissement au même titre que les autres grandes races à viande, desquelles elle se distingue par sa moindre précocité, ce qui est défavorable, et par sa capacité à produire du muscle et peu de graisse, capacité qui lui est particulière et fait son succès.
À l'engraissement, elle est capable de valoriser une alimentation riche, avec un gain moyen quotidien proportionnel à la qualité et la quantité d'aliments fournis, sans excès de graisse comme cela arrive avec d'autres races.

### Bêtes à concours
Dans les conditions d'élevage des « bêtes à concours », les taureaux lourds sont préparés avec une alimentation poussée et ont du mal à se mouvoir et à se reproduire. Cette recherche d'animaux massifs n'est pas anodine : c'est avant tout, pour l'éleveur, un moyen de participer à des concours pour acquérir une image, se faire un nom, être reconnu dans le monde des sélectionneurs, se comparer aux autres éleveurs, augmenter le niveau de performance, obtenir des prix, et en fin vendre sur l'exploitation et mieux négocier les jeunes reproducteurs.

### Croisements
Des éleveurs des zones charnières ont croisé la blonde d'Aquitaine par la voie mâle avec de la limousine pour donner des veaux et jeunes bovins mieux conformés alimentant des filières commerciales de viande bovine le plus souvent labellisée « Veaux élevés sous la mère » ou « Le Veau d'Aveyron & du Ségala ». Ces bêtes sont complémentées durant toute leur existence avec 500 kg de céréales et de tourteaux pour apporter du muscle et plus de gras sur le dos : ce processus est appelé « cirer la carcasse ». Ce croisement donne des résultats économiques intéressants pour l'éleveur et une viande plus savoureuse pour le consommateur[réf. nécessaire].

## Sa carcasse et sa viande

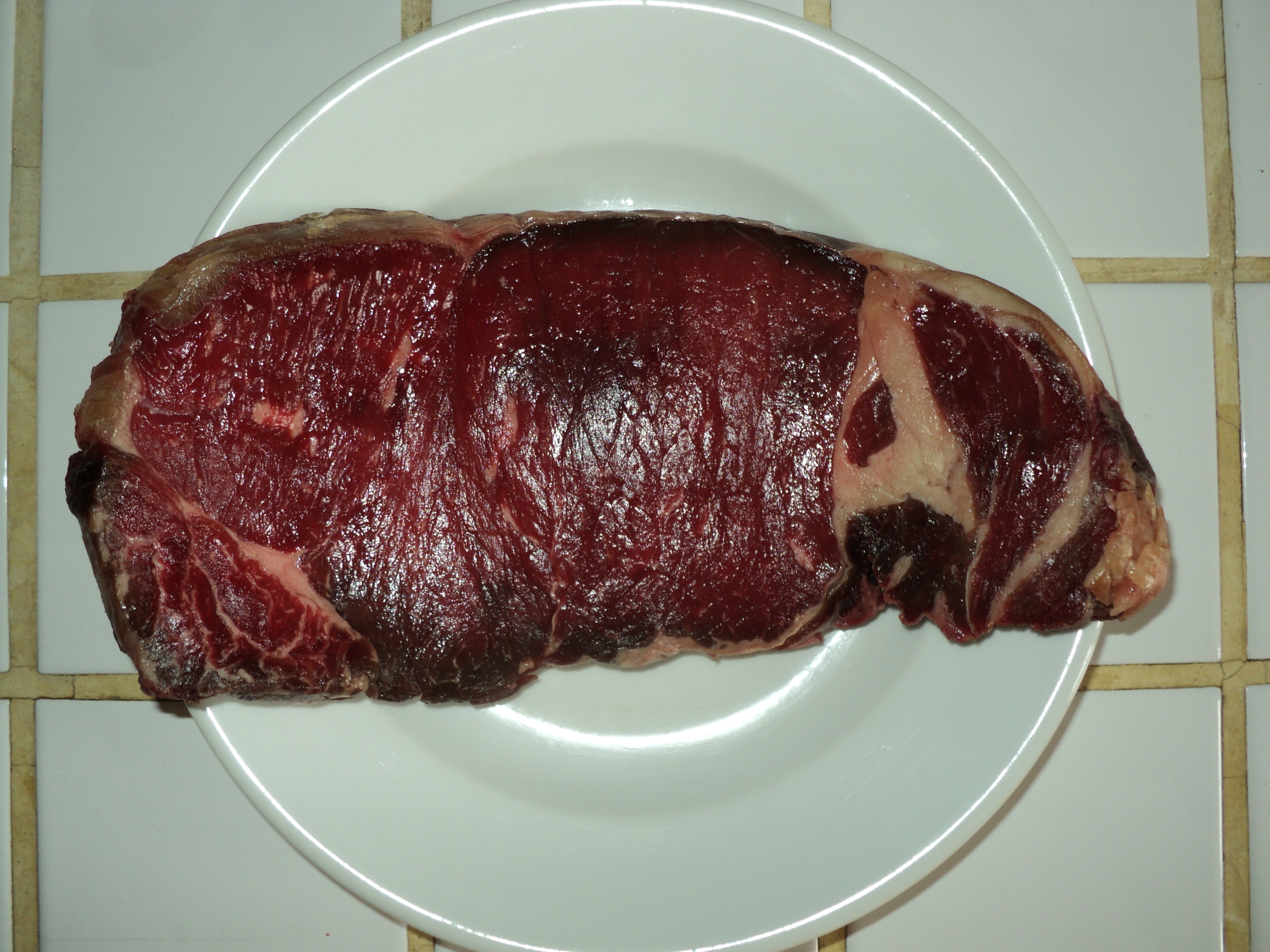
Un faux-filet de blonde d'Aquitaine.

### Sa carcasse
La blonde d'Aquitaine est uniquement sélectionnée pour la production de viande. Comparativement aux autres races à viande, elle produit des carcasses avec peu d'os, peu de gras et une part importante de viande à rôtir ou à griller. C'est la raison pour laquelle les bouchers sont intéressés par cette race qui permet l'extension de découpe.
La Blonde d'Aquitaine produit des carcasses lourdes, musclées avec des performances d'engraissement et des valeurs commerciales élevées.
C'est une race réputée pour son excellent rendement en carcasse, qui est défini par le rapport du poids de viande par rapport au poids total de l'animal. Autre qualité, sa faculté à satisfaire les bouchers car ils peuvent étendre la découpe de morceaux tendres à griller sur les quartiers moins nobles.

### Sa viande
- Maigre : sa viande est plutôt maigre, et en conséquence est moins persillée que les autres races à viande, avec peu de gras intramusculaire, c'est la raison pour laquelle on obtient moins de perte dans la cuisson, mais aussi moins de goût[6].
- Tendre : pour ce qui est de la tendreté, elle est dans le haut du classement parmi les races les plus tendres derrière la Piémontaise qui en est la reine.
- Rouge : une couleur très rouge répartie de façon uniforme.

En résumé, une viande rouge, maigre, compacte, tendre, ce qui répond aux attentes diététiques d'une partie croissante des consommateurs, mais avec peu de goût.

### Prix élevés
La blonde d'Aquitaine est vendue cher aux éleveurs et engraisseurs, surtout grâce à ses bonnes performances à l'engraissement intensif puis en vue de ses prix de vente élevés à destination de l'abattage.
Son prix au kilogramme élevé à l'abattage s'explique par son rendement en poids de carcasse sur poids total élevé. De plus, sa carcasse comprend moins d'os et de gras de couverture non valorisables.

## Localisation et effectif
C'est la race à viande du Sud-Ouest de la France (à l'exception du sud de la Gironde, lieu d'élevage de la Bazadaise). L'expansion de la race a été impulsée et fortement aidée pour obtenir une plus grande notoriété synonyme de plus-value commerciale.
Elle y est en nombre croissant depuis 1962, passant de 140 000 environ à plus de 569 000 vaches (deux millions de sujets au total dans le monde). Elle a progressivement conquis la France, à l'exception des zones où la Limousine et la Charolaise sont très fortement implantées.
Elle a été exportée dans de nombreuses contrées lointaines (États-Unis, Canada, Australie, Brésil, Argentine...) où elle est utilisée en race pure ou en croisement afin d'améliorer les races locales en donnant du muscle et de la vitesse de croissance.

## Notes et références

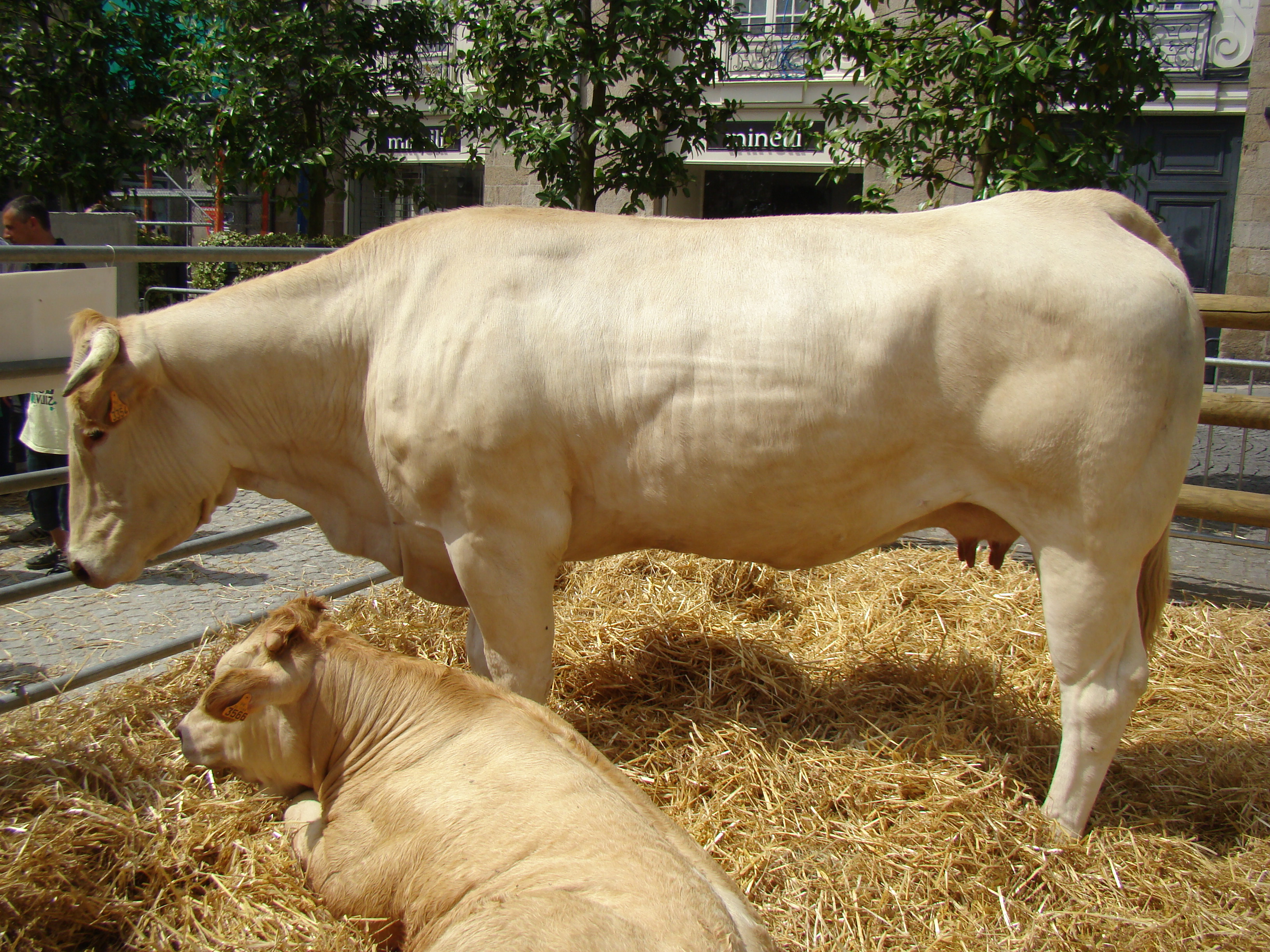
Vache et son veau.